# Toftøya (Øygarden)
Ne doit pas être confondu avec Toftøya.
Toftøya est une île norvégienne dans le landskap Sunnhordland du comté de Vestland. Elle appartient administrativement à Øygarden.

## Géographie
Rocheuse et désertique à l'exception de sa pointe Nord couverte d'une légère végétation, elle s'étend sur environ 5,961 km de longueur pour une largeur approximative de 3,284 km. Traversée par la route Fv200 du Nord au Sud, elle compte plusieurs quartiers résidentielles et des ports. 